# Die Beute (1966)
Die Beute (Originaltitel: La Curée) ist ein französisch-italienisches Beziehungsdrama von Roger Vadim aus dem Jahr 1966. Die Handlung beruht auf dem gleichnamigen Roman Die Beute von Émile Zola aus dem Jahr 1871/72, einer modernen Variante des antiken Phaidra-Mythos. Es war der zweite Film, den Vadim nach dem amourösen Reigen (1964) mit Jane Fonda drehte, die er unmittelbar vor den Dreharbeiten zu Die Beute am 14. August 1965 geheiratet hatte.

## Handlung
Nach Abschluss seines Studiums in England zieht Maxime Saccard nach Paris, zu seinem reichen Vater Alexandre, einem Industriellen, der in zweiter Ehe mit der jungen Kanadierin Renée Saccard verheiratet ist. Die Frau gesteht dem jungen Mann, dass sie in die Ehe nur eingewilligt habe, weil sie schwanger gewesen sei. Nach der Totgeburt sei ihre Liebe zu Alexandre erkaltet. Maxim und Renée verlieben sich ineinander. Sie verlangt von ihrem Noch-Ehemann die Scheidung, stammt sie doch selbst aus reichem Hause. Der Industrielle stimmt der Trennung zu, erwartet jedoch, dass Renée das gesamte Kapital, das sie in die Ehe eingebracht hat, in der Firma zurücklässt.
Sie akzeptiert und reist in die Schweiz, um die Scheidung zu besiegeln. Ihre Abwesenheit nutzt Alexandre, um seinen Sohn vor die Alternativen zu stellen, entweder er lasse sich auf die nun mittellose Renée ein, oder er heiratet Anne Sernet, die Tochter eines vermögenden Geschäftspartners, der Alexandre ausgesprochen nützlich ist. Maxime wählt die letztere. Renée ist gerade noch rechtzeitig nach Paris zurückgekehrt, um Zeugin der pompösen Verlobungsfeier von Maxime und Anne zu werden. Verzweifelt und entschlossen zur Selbsttötung wirft sie sich in den Pool, besinnt sich dann aber, um tropfnass im Ballsaal aufzutauchen. Alexandre geleitet sie zu den Umkleidekabinen, wo sie zurückbleibt und mit leerem Blick in die Weite starrt, all ihrer Hoffnungen und Sehnsüchte verlustig.

## Hintergrund
Der Film wurde, wie damals nicht unüblich, in zwei Versionen gedreht, in englischer und in französischer Sprache. Jane Fonda, in beiden Fällen in der Hauptrolle besetzt, nannte die Produktion in ihren Memoiren eine „glückliche Zeit“ mit Vadim: „Ein gemeinsames Ziel zu haben, gemeinsam geordnete Arbeitstage zu bewältigen, gab unserer Beziehung einen Sinn, der uns außerhalb der Arbeit damals häufig zu fehlen schien.“ Auf die überwiegend negativen Kritiken in den USA reagierte sie mit dem Hinweis, dort werde in erster Linie über Nacktheit debattiert, während ihre künstlerische Leistung in Europa sehr viel seriöser wahrgenommen werde. Noch während der Dreharbeiten erreichte Fonda ein Angebot des italienischen Produzenten Dino De Laurentiis, die Hauptrolle in der geplanten Comicverfilmung Barbarella zu übernehmen, ein Projekt, das Vadim und Fonda schließlich ebenfalls gemeinsam realisierten und die Schauspielerin endgültig zu einem populären Sex-Symbol der sechziger Jahre werden ließ.
Im Gegensatz zu Fonda sprach Peter McEnery kein Wort Französisch; er musste seinen Part, unterstützt von einem Sprachtrainer, radebrechend phonetisch einüben. Der Text wurde anschließend von einem französischen Schauspieler synchronisiert. Der damals vielbeschäftigte Michel Piccoli drehte 1966 insgesamt sieben abendfüllende Filme.

## Kritik und Publikumserfolg
Die Beute lief in Frankreich am 22. Juni 1966 und in Deutschland am 12. August 1966 an.
An Frankreichs Kinokassen war der Film ein Erfolg (nach den Umsatzzahlen Platz 10 des Kinojahres 1966). Bei den Kritikern fand er zunächst ebenfalls wohlwollende Aufnahme, auf den Filmfestspielen von Venedig wurde er jedoch verrissen. Beim italienischen Kinostart kurz darauf wurden wegen der Nacktszenen alle Kopien beschlagnahmt. 23 Kinobetreiber und der Verleiher mussten sich verantworten, nicht jedoch Vadim und Fonda.
In den Vereinigten Staaten wurde der Film, abgesehen von der Kameraführung von Claude Renoir, ebenfalls eher negativ aufgenommen. Die Washington Post sprach von einem „köstlich verlogenen und unaufrichtigen“ Film, die Cleveland Press von einer „faden Übung in Banalität“, die nur deshalb Zuschauer anlocke, weil Fonda nackt zu sehen sei. Die Los Angeles Times dagegen hielt Die Beute für den besten Film von Jane Fonda überhaupt. Filmkritiker Roger Ebert lobte die „atemberaubende“ Kameraführung, nannte das Gesamtergebnis jedoch „ermüdend und lächerlich“. Gleichwohl erkannte er trotz des „untrüglich schlechten Geschmacks“ von Vadim auch „große physische Schönheit“.